# Josef Delz
Josef Delz (* 25. März 1922 in Möhlin; † 13. Juni 2005 in Basel) war ein Schweizer Klassischer Philologe.

## Leben und Wirken
Delz studierte an der Universität Basel Klassische Philologie, Germanistik und Vergleichende Sprachwissenschaft. Nach der Promotion arbeitete er in Oxford und München. 1966 wurde er habilitiert und folgte 1968 einem Ruf an die Freie Universität Berlin. Von 1970 bis zu seiner Emeritierung 1987 war er Ordinarius für Lateinische Philologie an der Universität Basel. 1979/80 war er Dekan der Philosophisch-Historischen Fakultät.
Delz beschäftigte sich eingehend mit Textkritik und Edition. Seiner Arbeit ist die erste kritische Ausgabe der Punica des kaiserzeitlichen Dichters Silius Italicus (1987) zu verdanken. Von 1994 bis 2002 war Delz Präsident der Internationalen Kommission des Thesaurus Linguae Latinae, für den er seit seiner Studienzeit arbeitete.
In Gedenken an Josef Delz wurde nach seinem Tod der Josef-Delz-Preis der Universität Basel eingerichtet, der seitdem jährlich zur Anerkennung herausragender Schülerleistungen im Fach Latein verliehen wird. Sein Nachlass befindet sich in der Universitätsbibliothek Basel.

## Schriften (Auswahl)
- Lukians Kenntnis der Athenischen Antiquitäten. Basel 1950 (Dissertation)
- Tacitus, Agricola (P. Cornelii Taciti libri qui supersunt 2,3). Stuttgart 1983
- Sili Italici Punica. Stuttgart 1987